# Handley Page Type S
El Handley Page Type S, o HPS-1, fue un prototipo británico de caza embarcado desarrollado para la Armada de los Estados Unidos a principios de los años 20 del siglo xx. Monoplano de ala baja, resultó un fracaso, siendo construidos y volados sólo dos ejemplares.

## Diseño y desarrollo
En 1921, la Armada de los Estados Unidos elaboró una especificación por un caza monoplaza, capaz de operar tanto como avión terrestre desde sus portaaviones o desde el agua como hidroavión, buscando diseños de compañías estadounidenses y europeas. El constructor aeronáutico británico Handley Page, que había desarrollado recientemente el slot de borde de ataque, comprendió que el uso de slots y flaps permitiría que un monoplano de alta velocidad volara a las bajas velocidades necesarias en las operaciones en portaaviones, con una carga alar mucho mayor que la de un biplano normal, y decidió desarrollar un avión que cubriera este requerimiento. El diseño resultante, al que se le dio la designación de Handley Page Type S (y más tarde conocido retrospectivamente como HP.21), era un pequeño monoplano de ala baja en voladizo, con slots de borde de ataque en toda la envergadura y flaps divididos también en toda la envergadura. La estructura era un monocasco de contrachapado, pudiéndose dividir el fuselaje en dos secciones para su almacenaje a bordo de un buque. Poseía un tren de aterrizaje de rueda de cola que podía ser reemplazado por dos flotadores. Aunque diseñado para usar motores de hasta 298 kW (400 hp), los prototipos fueron equipados con un mucho menos potente motor rotativo excedente Bentley BR2.
La Armada estadounidense encargó tres prototipos, designados HPS-1 (Handley Page Scout (Explorador)) en el sistema contemporáneo de designación de aeronaves de la misma. El primer prototipo voló el 7 de septiembre de 1923, pero demostró tener un pobre manejo, probándose el timón como inefectivo. El segundo prototipo fue construido con sus alas instaladas con seis grados de diedro, volando en febrero de 1924. Poseía un manejo muy mejorado, y mostró buena velocidad a baja cota. Sin embargo, cuando llevaba a cabo las pruebas a carga completa para la Armada estadounidense en Martlesham Heath, resultó destruido cuando su tren de aterrizaje colapsó al aterrizar, y la Armada canceló el contrato, sin que el tercer prototipo, destinado a ser un hidroavión, fuera completado.

## Variantes
Type S-1
Primer prototipo.
Type S-2
Segundo prototipo mejorado.

## Operadores
Estados Unidos
- Armada de los Estados Unidos

## Especificaciones (Type S)
Referencia datos: Handley Page Aircraft since 1907 

### Características generales
- Tripulación: Uno (piloto)
- Longitud: 6,5 m (21,5 ft)
- Envergadura: 8,9 m (29,3 ft)
- Altura: 2,9 m (9,6 ft) [7]
- Superficie alar: 10,6 m² (114,5 ft²)
- Peso vacío: 599 kg (1320,2 lb)
- Peso máximo al despegue: 921 kg (2029,9 lb)
- Planta motriz: 1× motor rotatorio de 9 cilindros refrigerado por aire Bentley BR2.
  - Potencia: 170 kW (234 HP; 231 CV)
- Hélices: Bipala de madera de paso fijo

### Rendimiento
- Velocidad máxima operativa (Vno): 236 km/h (147 MPH; 127 kt)
- Velocidad de entrada en pérdida (Vs): 71 km/h (44 MPH; 38 kt)
- Alcance: 3 h [8]
- Techo de vuelo: 6400 m (20 997 ft)
- Régimen de ascenso: 9,1 m/s (1791 ft/min) [8]

### Armamento
- Ametralladoras: 

  - 2x Marlin de 7,62 mm (Provisión)

## Aeronaves relacionadas

### Aeronaves similares
- Gloster Nightjar
- Fairey Flycatcher
- Parnall Plover

### Secuencias de designación
- Secuencia Alfabética (interna de Handley Page): ← Type O - Type P - Type R - Type S - Type T - Type Ta - Type V →
- Secuencia HP._ (interna de Handley Page): ← HP.18 - HP.19 - HP.20 - HP.21 - HP.22 - HP.23 - HP.24 →
- Secuencia HP_S (Exploradores (Scout) de la Armada estadounidense, 1922-1946 (Handley Page, 1922-1923)): HPS